# Budziszewice (gmina)
Budziszewice – gmina wiejska w województwie łódzkim, w powiecie tomaszowskim. W latach 1975–1998 gmina położona była w województwie piotrkowskim.
Siedziba gminy to Budziszewice.
Według danych z 30 czerwca 2004 gminę zamieszkiwało 2236 osób.

## Walory gminy
Budziszewice – to gmina rolnicza. Dobre gleby, czyste środowisko to korzystne warunki dla uprawy zdrowej żywności. Dobre warunki do rozwoju osadnictwa letniskowego. W gminie Budziszewice istnieją silne tradycje upraw sadowniczych i ogrodniczych. Odnotowuje się rozwój małych firm branży produkcji materiałów budowlanych i wykończeniowych.

## Struktura powierzchni
Według danych z roku 2002 gmina Budziszewice ma obszar 30,13 km², w tym:
- użytki rolne: 88%
- użytki leśne: 7%

Gmina stanowi 2,94% powierzchni powiatu.

## Demografia

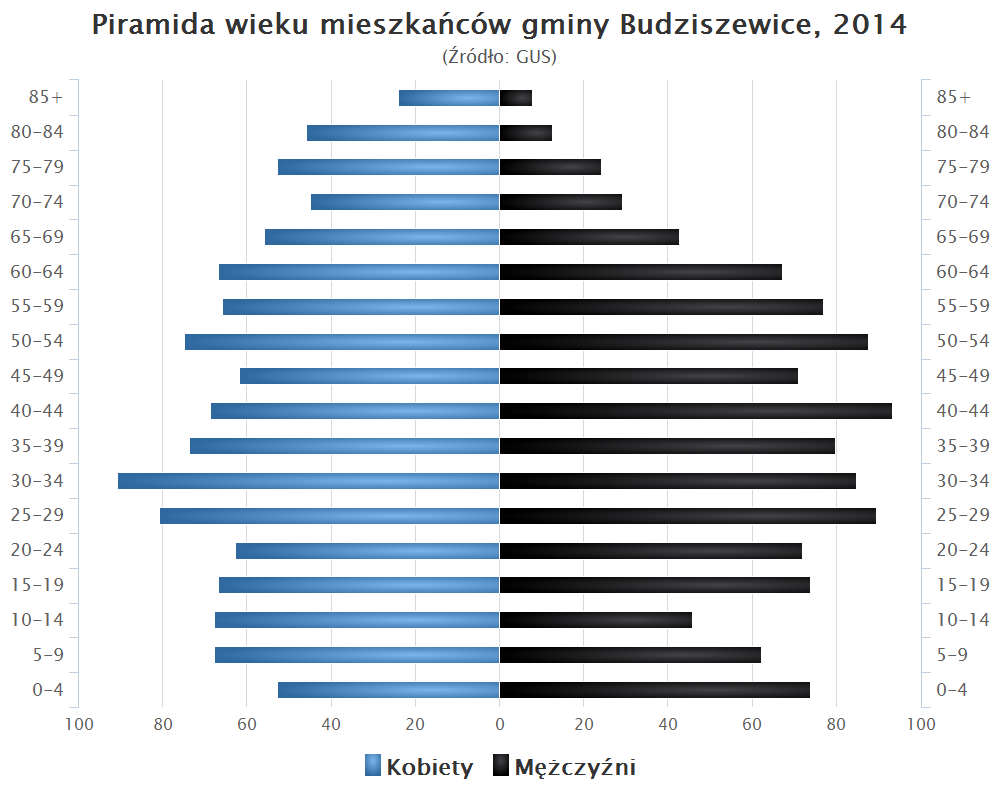
Piramida wieku mieszkańców gminy Budziszewice w 2014 roku

Dane z 30 czerwca 2004:
| Opis                              | Ogółem | Ogółem | Kobiety | Kobiety | Mężczyźni | Mężczyźni |
| --------------------------------- | ------ | ------ | ------- | ------- | --------- | --------- |
| jednostka                         | osób   | %      | osób    | %       | osób      | %         |
| populacja                         | 2236   | 100    | 1123    | 50,2    | 1113      | 49,8      |
| gęstość zaludnienia (mieszk./km²) | 74,2   | 74,2   | 37,3    | 37,3    | 36,9      | 36,9      |

## Sołectwa
Budziszewice, Mierzno, Nowy Rękawiec, Rękawiec, Teodorów, Węgrzynowice, Węgrzynowice-Modrzewie, Zalesie.

## Pozostałe miejscowości
Adamów, Agnopol, Antolin, Helenów, Józefów Stary, Nepomucenów, Nowe Mierzno, Nowy Józefów, Walentynów.

## Sport
W gminie Budziszewice istnieje klub piłkarski KS Zjednoczeni Budziszewice, występujący na najniższym szczeblu rozgrywek w Polsce – w B Klasie. Oprócz tego corocznie rozgrywany jest amatorski turniej o Puchar Wójta. W zawodach biorą udział mieszkańcy czterech sołectw: Budziszewic, Mierzna, Rękawca i Węgrzynowic.

## Sąsiednie gminy
Czerniewice, Koluszki, Lubochnia, Ujazd, Żelechlinek